# Dexter Lembikisa
Dexter Joeng Woo Lembikisa (* 4. November 2003 in Filton) ist ein jamaikanisch-englischer Fußballspieler, der bei den Wolverhampton Wanderers unter Vertrag steht. Mit Jamaika nahm der Nationalspieler 2023 am Gold Cup teil.

## Karriere

### Verein
Lembikisa wurde im englischen Filton, einem Vorort von Bristol, als Sohn eines kongolesischen Vaters und einer jamaikanischen Mutter geboren. Lembikisa trat im Alter von 13 Jahren der Jugendakademie der Wolverhampton Wanderers bei und arbeitete sich in den folgenden Jahren durch deren Jugendmannschaften. Am 10. November 2021 unterzeichnete er seinen ersten Profivertrag bei den „Wolves“. Nachdem er ab dem Jahr 2021 regelmäßig in der U23-Mannschaft zum Einsatz gekommen war, gab er sein Profidebüt für die erste Mannschaft am 9. November 2022 bei einem 1:0-Sieg im EFL Cup gegen Leeds United, nachdem er für Jonny Otto eingewechselt wurde. Drei Tage später gab er sein Debüt in der Premier League bei einer 0:2-Niederlage gegen den FC Arsenal, nachdem er für Nélson Semedo ins Spiel kam. Im Januar 2023 folgten für Lembikisa zwei Spiele im FA Cup gegen den FC Liverpool. Nachdem es im ersten Spiel ein 2:2 gab, verloren die „Wolves“ im heimischen Molineux Stadium mit 0:1.
Ohne einen weiteren Einsatz in der ersten Mannschaft der „Wolves“ absolviert zu haben, wechselte Lembikisa ab Juli 2023 auf Leihbasis zum Zweitligisten Rotherham United. Bei seinem Leihverein avancierte er in der Hinrunde der Saison zum Stammspieler und absolvierte bis Januar 2024 insgesamt 25 Ligaspiele und erzielte ein Tor gegen Norwich City. Im Januar 2024 wurde er weiter an den schottischen Erstligisten Heart of Midlothian verliehen.

### Nationalmannschaft
Lembikisa nahm im Jahr 2022 mit der U20 von Jamaika an der CONCACAF U-20-Meisterschaft teil. Er debütierte für die A-Nationalmannschaft Jamaikas bei einem Freundschaftsspiel gegen Trinidad und Tobago am 11. März 2023. Im gleichen Jahr wurde er in den Kader von Jamaika für den Gold Cup 2023 berufen. Lembikisa erreichte mit der Mannschaft des Karibikstaates das Halbfinale, das gegen den späteren Turniersieger Mexiko verloren wurde. Lembikisa kam in allen fünf Spielen zum Einsatz, davon zweimal in der Startelf und dreimal als Einwechselspieler. Er wurde 2024 bei drei Spielen in der Copa América eingesetzt.